# 塞氏陸方蟹
塞氏陸方蟹（学名：Geograpsus severnsi）为方蟹科陆方蟹属的一個已滅絕的物種。牠們原來生活於夏威夷，在人類開始殖民當地之後很快滅絕，是歷史上首度有正式紀錄有物種滅絕。